# Levodropropizine
Levodropropizine là thuốc giảm ho. Nó là đồng phân levo của dropropizine. Nó hoạt động như một chất chống hăm ngoại vi, không có hoạt động trong hệ thống thần kinh trung ương. Nó không gây ra tác dụng phụ như táo bón hoặc ức chế hô hấp có thể được tạo ra bởi thuốc chống nôn opioid như codein và các dẫn xuất của nó.